# Llista de videojocs de lluita
Açò és una llista de videojocs de lluita mà a mà: és dir, jocs la mecànica dels quals consistix a véncer un altre oponent en una representació de combat cos a cos o amb armes. El gènere s'originà a les acaballes de la dècada del 1970 i eclosionà en la dècada del 1990 amb l'èxit d'Street Fighter (saga de videojocs), seguida d'altres com Bloody Roar, Fatal Fury, Mortal Kombat, Samurai Shodown, Tekken o The King of Fighters, la qual cosa afavorí l'aparició de jocs del gènere d'altres franquícies audiovisuals com Bola de Drac, Gundam, Tortugues Mutants, Marvel Comics, Saint Seiya o Ultraman.
| #   | A.   | Títol / títol alternatiu                                                                                   | Plànol    | Empresa                           | Ps.   | Tipus         | Versió original      |
| --- | ---- | --- | --------- | --------------------------------- | ----- | ------------- | -------------------- |
| 1   | 1976 | Heavyweight Champ                                                                                          | lateral   | Sega                              | 2     | boxeig        | recreativa           |
| 2   | 1979 | Warrior | zenital   | Vectorbeam                        | 2     | medieval      | recreativa           |
| 3   | 1983 | Punch-Out!!                                                                                                | frontal   | Nintendo                          | ?     | boxeig        | recreativa           |
| 22  | 1987 | Street Fighter                                                                                             | lateral   | Capcom                            | 2/12  | fantasia      | recreativa           |
| 27  | 1988 | 19 Part One: Boot Camp                                                                                     | lateral   | Cascade Games                     | 1/2   | militar       | C64 / ZX             |
| 28  | 1988 | Double Dragon                                                                                              | picat     | Technōs Japan                     | 6     | beat 'em up   | Famicom              |
| 36  | 1989 | Spitting Image                                                                                             | picat     | Domark/Erbe                       | 6/7   | paròdia       |                      |
| 45  | 1990 | Poli Díaz Boxeo                                                                                            | isomètric | Ópera Soft                        | 1/?   | boxeig        |                      |
| 49  | 1991 | Street Fighter II: The World Warrior                                                                       | lateral   | Capcom (CPS)                      | 8/12  | fantasia      |                      |
| 72  | 1992 | Art of Fighting                                                                                            | lateral   | SNK                               | 12/13 | fantasia      | Neo-Geo MVS          |
| 79  | 1992 | Mortal Kombat                                                                                              | lateral   | Midway                            | 7/10  | fantasia      | recreativa           |
| 80  | 1992 | Ranma ½ | lateral   | Atelier Double                    | 12/13 | anime         |                      |
| 81  | 1993 | Samurai Shodown / Samurai Spirits                                                                          | lateral   | SNK                               | 12/13 | fantasia      | Neo-Geo MVS          |
| 82  | 1993 | Dragon Ball Z: Super Butōden                                                                               | lateral   | Bandai                            | 13    | anime         | SFC                  |
| 83  | 1993 | Burning Rival                                                                                              | lateral   | Sega AM2                          | 8     | fantasia      |                      |
| 91  | 1993 | Virtua Fighter                                                                                             | 3D        | Sega AM2                          | 8/9   | arts marcials |                      |
| 92  | 1993 | Power Instinct                                                                                             | lateral   | Atlus                             | 8/9   | fantasia      |                      |
| 93  | 1993 | ClayFighter                                                                                                | lateral   | Interplay                         | 8/9   | claymation    |                      |
| 104 | 1994 | Art of Fighting 2                                                                                          | lateral   | SNK                               | 10    | fantasia      | Neo-Geo MVS          |
| 127 | 1994 | Super Punch-Out!!                                                                                          | picat     | Nintendo (SNES)                   | 1/16  | boxeig        | SFC                  |
| 140 | 1994 | Tekken (鉄拳)                                                                                              | 3D        | Namco                             | 8/17  | fantasia      |                      |
| 182 | 1996 | Killer Instinct Gold                                                                                       | lateral   | Rare                              | 11    | fantasia      | Nintendo 64          |
| 184 | 1997 | Street Fighter III                                                                                         | lateral   | Capcom                            | 11/12 | fantasia      | CPS-3                |
| 185 | 1997 | Tekken 3 (鉄拳3)                                                                                           | 3D        | Namco                             | 24    | fantasia      | recreativa           |
| 186 | 1997 | Bloody Roar (ブラッディロア)                                                                               | lateral   | Eighting                          | 8/9   | fantasia      | recreativa           |
| 191 | 1997 | ClayFighter 63⅓                                                                                            | lateral   | Interplay                         | 9/12  | claymation    | N64                  |
| 191 | 1998 | ClayFighter Sculptor's Cut                                                                                 | lateral   | Interplay / Blockbuster           | 13/16 | claymation    | N64                  |
| 193 | 1997 | Dual Heroes                                                                                                | 3D        | Produce! / Gaga Interactive Media | ?     | sentai        | N64                  |
| 197 | 1998 | Fighters Destiny (ファイティングカップ, Fighting Cup)                                                      | 3D        | Ocean / Opus Corp.                | 9/14  | arts mar.     | N64                  |
| 198 | 1998 | Bio FREAKS                                                                                                 | 3D        | Saffire / Midway Games            | 8/10  | fantasia      | N64 / PSX            |
| 208 | 1999 | Super Smash Bros.                                                                                          | lateral   | HAL Laboratory                    | 8/12  | melée         | Nintendo 64          |
| 209 | 1999 | Garou: Mark of the Wolves                                                                                  | lateral   | SNK                               | 12/14 | fantasia      | Neo Geo MVS          |
| 210 | 1999 | Samurai Spirits! 2(サムライスピリッツ! 2)                                                                  | lateral   | SNK                               | 20    | fantasia      | Neo Geo Pocket       |
| 211 | 1999 | Martial Masters / Xíngyìqúan (形意拳) / Shin-ī ken (シンイーケン)                                          | lateral   | International Games System        | 12/13 | fantasia      | PolyGame Master      |
| 212 | 1999 | Tekken Tag Tournament (鉄拳タッグトーナメント)                                                             | 3D        | Namco                             | 37/39 | fantasia      | recreativa           |
| 213 | 1999 | The King of Fighters '99: Millennium Battle                                                                | lateral   | SNK                               | 30/33 | fantasia      | Neo Geo MVS          |
| 214 | 1999 | Fatal Fury: Wild Ambition                                                                                  | lateral   | SNK                               | 10/14 | fantasia      | Neo Geo MVS          |
| 215 | 1999 | Xena: Warrior Princess: The Talisman of Fate                                                               | 3D        | Saffire / Titus                   | 10/11 | fantasia      | Nintendo 64          |
| 216 | 1999 | Samurai Shodown: Warriors Rage / Samurai Spirits Shinshō                                                   | lateral   | SNK                               | 16/25 | fantasia      | PlayStation          |
| 217 | 2000 | SNK Gals' Fighters                                                                                         | lateral   | SNK / Yumekobo                    | 8/11  | anime         | Neo Geo Pocket Color |
| 218 | 2000 | The King of Fighters 2000                                                                                  | lateral   | SNK                               | 34/36 | fantasia      | Neo Geo MVS          |
| 219 | 2001 | Tekken 4 (鉄拳4)                                                                                           | 3D        | Namco                             | 23    | fantasia      | recreativa           |
| 220 | 2001 | The King of Fighters 2001                                                                                  | lateral   | SNK                               | 40/45 | fantasia      | Neo Geo MVS          |
| 221 | 2001 | Super Smash Bros. DX                                                                                       | lateral   | HAL Laboratory                    | 14/25 | melée         | GameCube             |
| 222 | 2002 | Kinnikuman Nisei: Dream Tag Match                                                                          | picat     | TOSE / Bandai                     |       | anime         | WonderSwan Color     |
| 223 | 2002 | The King of Fighters 2002                                                                                  | lateral   | SNK                               | 39/41 | fantasia      | recreativa           |
| 224 | 2002 | Mortal Kombat: Deadly Alliance                                                                             | lateral   | Midway                            | 21/24 | fantasia      | PS2                  |
| 224 | 2003 | Mortal Kombat: Tournament Edition                                                                          | lateral   | Midway                            | 15    | fantasia      | GBA                  |
| 226 | 2002 | Dragon Ball Z: Budokai                                                                                     | lateral   | Dimps / Bandai                    | 23/25 | anime         | PlayStation 2        |
| 232 | 2005 | Dead or Alive 4                                                                                            | 3D        | Tecmo / Team Ninja                | 22/23 | fantasia      | X360                 |
| 238 | 2005 | Fight Night Round 2                                                                                        | lateral   | EA Chicago / EA Sports            | ?     | boxeig        | GC, PS2, Xbox        |
| 243 | 2006 | Fight Night Round 3                                                                                        | lateral   | EA Chicago / EA Sports            | 27    | boxeig        | PS2, PSP, Xbox, X360 |
| 244 | 2006 | Mortal Kombat: Armageddon                                                                                  | lateral   | Midway                            | 62    | fantasia      | PlayStation 2        |
| 245 | 2007 | Tekken 6 (鉄拳6)                                                                                           | 3D        | Namco                             | 39/41 | fantasia      | recreativa           |
| 245 | 2008 | Tekken 6: Bloodline Rebellion (鉄拳6 BLOODLINE REBELLION)                                                  | 3D        | Namco                             | 41/43 | fantasia      | recreativa           |
| 247 | 2008 | Samurai Shodown: Edge of Destiny / Samurai Spirits Sen                                                     | 3D        | SNK Playmore                      | 25/26 | fantasia      | recreativa           |
| 248 | 2008 | Super Smash Bros. Brawl                                                                                    | lateral   | Sora Ltd.                         | 25/39 | melée         | Wii                  |
| 249 | 2008 | Street Fighter IV                                                                                          | lateral   | Capcom                            | 17/19 | fantasia      | recreativa           |
| 249 | 2010 | Super Street Fighter IV                                                                                    | lateral   | Capcom                            | 35    | fantasia      | PS3, X360            |
| 251 | 2008 | WWE SmackDown vs. Raw 2009                                                                                 | 3D        | THQ                               | 58/65 | lluita lliure | 6a i 7a gen.         |
| 252 | 2008 | Mortal Kombat vs. DC Universe                                                                              | 3D        | Midway                            | 20/22 | crossover     | PS3, X360            |
| 253 | 2008 | BlazBlue: Calamity Trigger                                                                                 | lateral   | Arc System Works                  | 13/14 | anime         | recreativa           |
| 254 | 2010 | Ys vs. Sora no Kiseki: Alternative Saga                                                                    | lateral   | Nihon Falcom                      | 17    | crossover     | PlayStation Portable |
| 255 | 2011 | Marvel vs. Capcom 3: Fate of Two Worlds                                                                    | lateral   | Eighting / Capcom                 | 36/38 | crossover     | PS3, X360            |
| 256 | 2011 | Mortal Kombat (MK9)                                                                                        | lateral   | NetherRealm / Warner              | 28/33 | fantasia      | PS3, X360            |
| 257 | 2011 | Tekken Tag Tournament 2                                                                                    | 3D        | Namco                             | 46/47 | fantasia      | recreativa           |
| 258 | 2011 | Dragon Ball Z: Ultimate Tenkaichi (ドラゴンボールアルティメットブラスト, Doragon Bōru Arutimetto Burasuto) | 3D        | Bandai Namco / Spike              | 41    | anime         | PS3, X360            |
| 259 | 2014 | Super Smash Bros. for Nintendo 3DS                                                                         | lateral   | Bandai Namco/Sora                 | 51/58 | melée         | 3DS                  |
| 259 | 2014 | Super Smash Bros. for Wii U                                                                                | lateral   | Bandai Namco/Sora                 | 51/58 | melée         | Wii U                |
| 261 | 2017 | Arms | 3D        | Nintendo EPD                      | 10/15 | fantasia      |                      |
| 262 | 2018 | Dragon Ball FighterZ                                                                                       | lateral   | Bandai Namco / Arc System         | 43    | anime         | PC, PS4, XOne        |
| 263 | 2020 | One-Punch Man: A Hero Nobody Knows                                                                         | 3D        | Spike Chunsoft / Bandai Namco     | 28/32 | anime         | PS4, XOne            |
| #   | A.   | Títol | Plànol    | Empresa                           | Ps.   | Tipus         | Versió               |